# Ciorogârla

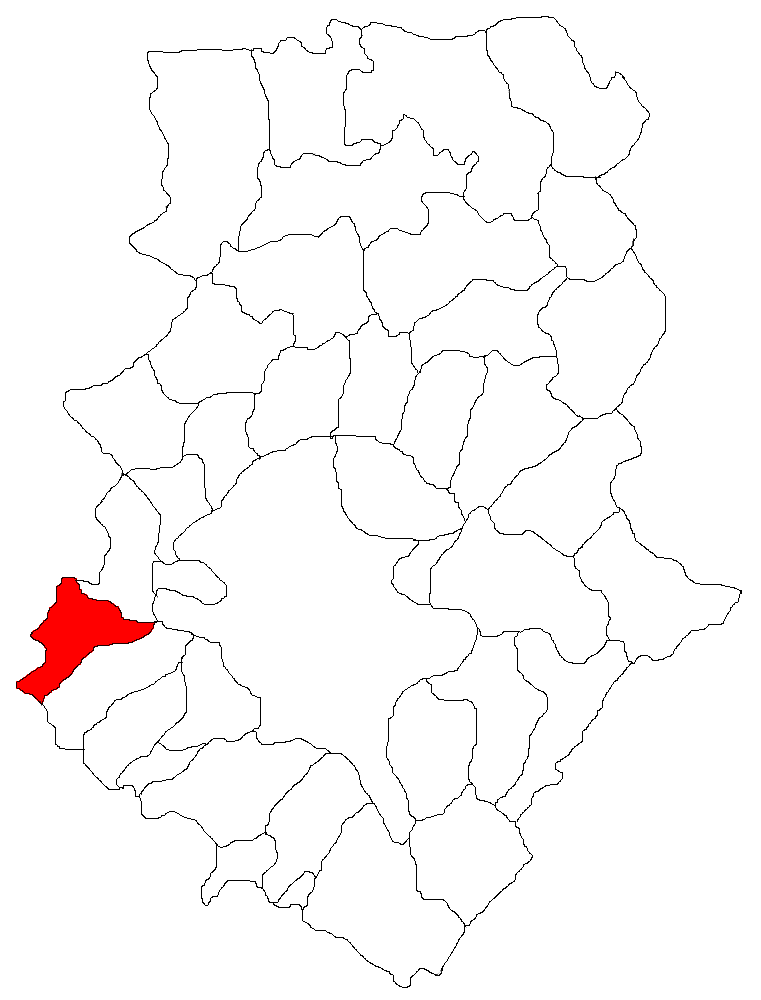
Ciorogârlas läge i județet Ilfov.

Ciorogârla är en kommun i județet Ilfov i södra Rumänien. Kommunen är belägen strax väster om Bukarest och floden Ciorogârla rinner här igenom. Befolkningen uppgick till 6 188 invånare under folkräkningen 2011.